# 박은지 (방송인)
박은지(朴恩智, 1983년 5월 20일(금요일)~현재)는 대한민국의 방송사 MBC의 기상 캐스터를 지낸 적이 있는 여자 방송인이자 배우다. 여동생은 YTN 앵커 박은실, 패션 디자이너 박은홍이다.

## 생애
서울에서 태어나 2003년 건국대학교 재학 시절 월드 미스 유니버시티 대회에 참가했다. 2005년 2월 일본의 한 민간 기상청인 웨더뉴스에서 실시한 웨더 자키 공모에 응모해 11개월간 일한 후 같은 해 본사 MBC 공채 기상 캐스터로 입사하였다. 당시 MBC는 기존의 기상 캐스터 안혜경이 프리랜서로 퇴사하자 그의 후임 캐스터를 채용하였는데 그 자리에 박은지가 뽑혔다. 이후 7년간 메인 9시 뉴스를 맡아 맹활약하고, 예능에도 진출하였다. 2012년 2월 프리랜서 선언 후 싸이더스HQ에 스카웃되어 여자 연예인, MC로서 확실한 입지를 쌓으며 큰 인기를 얻었다. 현재는 여성 진행자로 활동하고 있다. 2013년 SBS 파워FM DJ로 활약했으며, 단독 DJ로서 상당한 진행 실력을 뽐냈다. 또한 시트콤, 드라마에도 출연해 배우로서 입지를 다졌다. 2015년에는 문채원, 이승기 주연 영화 〈오늘의 연애〉에 출연했으며, 2016년에는 공효진, 조정석 주연 드라마 〈질투의 화신〉에서 아나운서 역으로 출연해 배우로서도 활동 영역을 넓히고 있다. 온라인 상에서는 2014년부터 뷰티 크리에이터로서 유튜브 채널 EgeeBeauty를 운영중이다. 연예인 최초로 자발적으로 유튜브 채널을 만들어 메이크업 노하우 영상을 올려 화제가 되고 있다. 2016년 이후에는 단독 MC로서 더욱 입지를 다지는 프로그램을 진행했으며, 뷰티와 교양을 섭렵하는 8방미인 MC로 자리매김한다. 광고 모델로도 이미지가 좋아 다수의 광고도 협력하였다. 2018년 4월 20일(금요일) 서울 모처에서 2세 연상의 남성 재미교포 회사원과 결혼했으며, 결혼 후 남편을 따라 미국으로 건너가 현재는 미국 캘리포니아주 로스앤젤레스에 살고 있다. 2019년에는 미국에서 박은지의 전공을 살린 본인 브랜드인 EGEEPARK를 운영중이며 미국과 한국을 오가며, 방송과 사업을 병행하고 있고, 2025년에는 뷰티 브랜드 런칭을 앞두고 있다.

## 학력
- 광명북고등학교 졸업
- 건국대학교 의상디자인학과 학사

## MBC 재직 시

### 뉴스
- MBC 《뉴스데스크》 기상 캐스터
- MBC 《뉴스투데이》 기상 캐스터

## 프리 선언 후

### 버라이어티 쇼
- MBC 《일요일 일요일 밤에 - 뜨거운 형제들》
- JTBC 《닥터의 승부》
- MBC every1 《가족의 비밀》
- MBC 《나는 가수다 II》
- 채널A 《웰컴 투 돈월드》
- Y-STAR 《식신로드》 (2012년 3월 24일)
- tvN 《더 지니어스 : 게임의 법칙》《SNL 코리아》 (시즌 4 1~6회)
- Mnet 《방송의 적 이적쇼》
- MBN 《끝장대결! 창과 방패》
- TV조선 《강적들》
- JTBC 《송년특집 매직 쇼쇼쇼》
- Trend E 《오늘 밤 어때?》
- TV조선 《재밌는 세상구경 오중주》
- tvN 《SNL 코리아》
- OBS 《뷰티스타그램》

### 라디오
- SBS 파워FM 《박은지의 파워FM》 (2013년 10월 14일 ~ 2014년 5월 18일)

### 인터넷 방송
- 손바닥TV 《원자현, 박은지의 모닝 쇼》

### 드라마
- MBC 《스탠바이》
- SBS 《출생의 비밀》 - 광숙 역
- tvN 《꽃할배 수사대》 - 한유라 역
- tvN 《아홉수 소년》 - 구광수의 맞선녀 역
- 네이버 TV캐스트 《연애세포 시즌 2》 - 혜리 역
- KBS2 《부탁해요, 엄마》 - 최서현 역
- SBS 《질투의 화신》 - 박진 역
- tvN 《신데렐라와 네명의 기사》 - 방송 진행자 역
- tvN 《써클: 이어진 두 세계》
- MBC 《20세기 소년소녀》 - <우리 결혼했어요> 제작 발표회 사회자 역(특별출연)

### 영화
- 《오늘의 연애》 (2015년) - 차명선 역

## 경력
- 2008년 2월 한국만성질환관리협회 홍보대사
- 2009년 11월 삼성전자 옴니아, CJ 행복한 콩 광고 모델
- 2011년 11월 MBC 수목미니시리즈 나도 꽃 우정출연

## 저서
- 《내일은 맑음》(공동 집필, 2008년) ISBN 9788992783095
- 《땅끝에 서면 몬드리안의 바다가 보인다》(2010년) ISBN 9788958642824

## 결혼
2018년 4월 20일(금요일) 두 살 연상의 회사원과 결혼하였다. 예비 남편이 1반인인 것을 감안하여 결혼식은 비공개로 진행되었다.